# Brutality Will Prevail
Brutality Will Prevail est un groupe britannique de punk rock, originaire de Cardiff, au pays de Galles, actif entre 2005 et 2022. Le groupe a connu d'importants changements de formation au cours de ses 17 ans de carrière, dont sept ans sous la houlette du chanteur Ajay Jones, qui a participé à leurs trois premiers albums studio, et dix ans sous la houlette de Louis Gauthier. 
Le groupe se sépare officiellement en 2022. Il compte six albums studio et six EP, dont deux split EP.

## Histoire
En 2005, le chanteur Gareth Arnold, le guitariste James Goodman, le bassiste Dale Williams et le batteur Adam Evans forment Brutality Will Prevail. Cette formation sort l'EP Life Is our War plus tard dans l'année, avant qu'Arnold et Williams ne quittent le groupe. Par la suite, Ajay Jones est engagé comme chanteur du groupe et Emlyn Lamb comme bassiste. Leur premier album, Forgotten Soul, sort en 2009, et leur deuxième Root of All Evil est sorti l'année suivante. En décembre 2011 et janvier 2012, ils tournent au Royaume-Uni et en Europe continentale aux côtés de Harm's Way et Dead End Path, notamment au Outbreak Festival de janvier 2012. En mars 2021, ils tournent au Royaume-Uni en première partie d'Acacia Strain aux côtés de Hang the Bastard et TRC.
En 2012, leur troisième album studio Scatter the Ashes sort, et pendant le cycle de tournée de cet album, Jones quitte le groupe, citant que la tournée avait conduit le groupe à devenir à temps plein alors qu'il ne voulait le faire qu'à temps partiel. Louis Gauthier rejoint le groupe en tant que nouveau chanteur, et Craig Reynolds en tant que batteur. En novembre 2013, le groupe entre au studio Monnow Valley pour enregistrer son prochain album. Suspension of Consciousness est alors annoncé le 27 janvier 2014, et sort officiellement le 7 avril. Le juin, ils jouent au Download Festival 2013. Le guitariste Ash Gray quitte le groupe en 2015 pour former Venom Prison, et peu après Marc Richards rejoint le groupe à la batterie. Le 8 février 2017, ils sortent le clip du single Penitence, suivi le 25 mars 2017 par la sortie de leur cinquième album studio In Darkness. Leur sixième album Misery Sequence sort le 13 septembre 2019. Le 21 septembre 2021, le groupe annonce sa séparation à l'issue d'une dernière tournée en 2022.

## Style musical
Les critiques ont classé le style musical de Brutality Will Prevail comme hardcore métallique,, sludge metal et tough guy hardcore,, incorporant souvent des éléments de doom metal, de rock sudiste et de post-rock. Les premiers EP du groupe utilisaient un style tough guy hardcore, avant de s'orienter vers un son hardcore plus lourd et plus influencé par le sludge au moment de leur premier album Forgotten Soul. Leurs chansons sont souvent caractérisées par des tempos lents, des riffs de guitare groovy et des crochets vocaux hymniques.

## Discographie

### Albums studio
- 2009 : Forgotten Soul (Purgatory Records)
- 2010 : Root of All Evil (Holy Roar Records)
- 2012 : Scatter the Ashes (Purgatory Records)
- 2014 : Suspension of Consciousness (Siege of Amida Records, Century Media Records)
- 2017 : In Dark Places (Holy Roar Records)
- 2019 : Misery Sequence (BDHW Records)

### Split et EP
- 2005 : Life Is our War
- 2006 : Never Turn Back
- 2007 : South Wales Kings
- 2010 : Split avec Hang the Bastard (Purgatory Records)
- 2011 : Sleep Paralysis (Holy Roar Records)
- 2011 : Split avec Ark of the Covenant (Purgatory Records)
- 2013 : Scatter the Ashes (Pinky Swear Records)